# Fra Junoy o l'agonia dels sons
Fra Junoy o l'agonia dels sons és una novel·la de Jaume Cabré publicada el 1984 que narra la lluita d'un frare contra el poder eclesiàstic. És la novel·la central del cicle narratiu que s'inicia amb La teranyina (1984) i clou Luvowsky o la desraó. Va rebre els premis Prudenci Bertrana, Crítica Serra d'Or i de la Crítica espanyola. Per a descriure el monestir fictici de la Ràpita la novel·la s'inspira en el monestir de Santa Maria de Benifassà.
Fra Junoy és un organista del monestir de Sant Aniol. La jerarquia eclesiàstica el castiga a un monestir de monges de clausura de la Ràpita on haurà de romandre en el silenci més auster per purgar la seva passió per la música. La novícia sor Clara li explica les pors i dubtes espirituals que comparteix amb la també novícia sor Rosalia, amb qui viu una estreta i tendra relació. El confessor fra Junoy absol les novícies i l'abadessa Dorotea inicia un judici del tribunal diocesà contra el frare per salvar la moralitat del monestir. El frare és condemnat.
La narració no és lineal sinó fragmentària, alternant capítols sobre el procés judicial amb els que narren els fets que l'han portat a la situació. D'aquesta manera el lector veu diverses versions dels mateixos fets en tercera persona interpretats des del punt de vista dels personatges. És una mena de faula moral ambientada en el passat.